# Bassenthwaite (wieś)
Bassenthwaite – wieś w Anglii, w Kumbrii, w dystrykcie (unitary authority) Cumberland. Leży 29 km na południowy zachód od miasta Carlisle i 408 km na północny zachód od Londynu. W 2001 miejscowość liczyła 412 mieszkańców.